# Shiho Fujii
Shiho Fujii (藤井 志帆) (Hachioji, Tokio, Japón, 1984) es una compositora japonesa que desde el inicio de su carrera trabaja para Nintendo.

## Trabajo en Nintendo
Se graduó del Senzoku Gakuen College of Music en 2007 con el grado en música y diseño de sonido.
Ese mismo año, comenzó a trabajar en la unidad de sonido de Nintendo, que es el departamento encargado de la creación de música y efectos sonoros para los juegos desarrollados o distribuidos por Nintendo.
Para el juego New Super Mario Bros. Wii fue responsable de la música para los escenarios del mar, el desierto y el castillo. 
En The Legend of Zelda: Skyward Sword trabajó en la música donde Link, el personaje principal, corre por el campo y las mazmorras; destaca entre las canciones las que hizo para los escenarios de Altárea.
Para el videojuego Splatoon, principalmente, compuso las canciones asociadas a Calamarciñas y Chirpy Chips, bandas ficticias en la serie. Algunas de esas canciones fueron arregladas para piano por Shinobu Amayake, una antigua compositora en Nintendo.
En una entrevista declaró que la hacía feliz saber que había personas escuchando su música a través de los videojuegos, pues ella creció con los juegos de Super Mario y desde niña conoce su música.

## Discografía

### Videojuegos[8]
| Año  | Título                                 | Ocupación                                                               |
| ---- | -------------------------------------- | ----------------------------------------------------------------------- |
| 2007 | Wii Fit                                | Música junto con Toru Minegishi y Manaka Tominaga                       |
| 2008 | Animal Crossing: City Folk             | Música junto con Manaka Tominaga                                        |
| 2009 | New Super Mario Bros. Wii              | Música junto con Ryo Nagamatsu y Kenta Nagata                           |
| 2011 | The Legend of Zelda: Skyward Sword     | Música junto con Hajime Wakai, Mahito Yokota, Takeshi Hama y Koji Kondo |
| 2012 | New Super Mario Bros. U                | Música junto con Mahito Yokota                                          |
| 2013 | New Super Luigi U                      | Música junto con Mahito Yokota                                          |
| 2014 | Mario Kart 8                           | Música junto con Atsuko Asahi, Ryo Nagamatsu y Yasuaki Iwata            |
| 2015 | Splatoon                               | Música junto con Toru Minegishi                                         |
| 2016 | Mini Mario & Friends: Amiibo Challenge | Supervisión musical junto con varios más                                |
| 2017 | Splatoon 2                             | Música junto con Toru Minegishi y Ryo Nagamatsu                         |
| 2017 | Super Mario Odyssey                    | Música junto con Naoto Kubo y Koji Kondo                                |
| 2019 | New Super Mario Bros. U Deluxe         | Música                                                                  |
| 2019 | Ring Fit Adventure                     | Música junto con Shinji Ushiroda, Maasa Miyoshi y Asuka Hayazaki        |
| 2022 | Splatoon 3                             | Música junto con varios más                                             |
| 2023 | Super Mario Bros. Wonder               | Música junto con Sayako Doi, Chisaki Shimazu y Koji Kondo               |

### Otros proyectos
| Año  | Título                                              | Ocupación                   |
| ---- | --------------------------------------------------- | --------------------------- |
| 2024 | Pase de expansión de Splatoon 3 – La cara del orden | Música junto con varios más |